# 魂灵投射 (乐队)
魂灵投射（英文：Astral Projection）是个以色列迷幻出神、果阿出神乐队。
其当前成员为阿维·尼西姆、利奥尔·佩尔穆特。 尽管其作品主要由其所有之唱片公司“Trust in Trance唱片（不久被Phonokol唱片兼并）”发行，但部分作品也由诸如Transient此类的唱片公司代为发行。此外，其不但发行了大量唱片，而且有大量环球巡演计划。

## 历史
作为魂灵投射的前身，SFX（音效（sound effects）之缩写）于1989年，由阿维·尼西姆、利奥尔·佩尔穆特组建于以色列。自1991年发行名为“Monster Mania”的首部单曲后，其受鼓励以开始创作第一张专辑。工作在他们决定旅居纽约碰运气时意外终止。而阿维不久打道回府，利奥尔则呆在美国并于1992年发行单曲JBIE。1993年，尽管利奥尔仍在美国，但阿维同雅尼夫·哈维夫及盖伊·赛巴格组合，发行单曲Another World。1994年初，利奥尔返回以色列并同其他成员在其新厂牌Trust in Trance唱片工作。其专辑Trust in Trance 2在以色列专辑畅销榜上排第二。 此专辑发售后，盖伊决定离开组合，而剩余成员则将其组合名改为魂灵投射。1995年，其自己的专业音频工作室成立。
此乐队已出版九张专辑，其中一些在以色列国外也成了最畅销的专辑之一。 其最新专辑是2014年发行的Ten，在那之后，他们也发行了几首单曲。
例如Kabalah、People Can Fly、Mahadeva、Dancing Galaxy等均为魂灵投射最知名的曲目。
其专辑“Open Society”、“The Prophecy”、"One"、"Strange World"被果阿、迷幻出神音乐爱好者们所推崇。其EP Open Society的发布首先从2008年的一月推迟到九月，之后从2008年的九月推迟到来年，再之后又从2009年推迟到2010年。在2008年九月的推迟之后，乐队官网上的文章将此事件归结于乐队同B.N.E.厂牌的争议。最终，在2010年9月7日，EP最终由Trust in Trance 唱片发布。
在2010年2月10日，乐队官网上开设了“New Astral”在线商店，同厂牌几乎所有的音乐均可由此以MP3或WAV格式购买并下载。
其新EPOne由TIP唱片于2012年6月12日发行。
在2014年12月，其发行了唱片Goa Classics Remixed，此唱片为收录其他果阿出神音乐艺术家音乐重混音版本的全曲目长度专辑。

## 作品
- The Unreleased Tracks (1989–1994) (以SFX名义发行)
- Trust in Trance 1 (1994)
- Trust in Trance 2 (1995)
- Trust in Trance 3 (1996)
- The Astral Files (1996)
- Dancing Galaxy  (1997)
- Trust In Trance - The Next Millennium (1998)
- Another World (1999)
- In the Mix (2000)
- Unmixed Vinyl (unofficial) (2000)
- Amen (2002)
- Ten (2004)
- Back To Galaxy (2005)
- The Blissdom EP (11周年限量版) (2010)
- Open Society EP (2010)
- One EP (2012) (TIP唱片)
- Goa Classic Remixed (2014) (TIP唱片)
- Let There Be Light EP (2017) (Suntrip唱片（英语：Suntrip Records）)

## 扩展链接
- Astral-Projection.com （页面存档备份，存于） (官网)